# Monsters at Work
Monsters at Work (Brasil: Monstros no Trabalho / Portugal: Monstros: Ao Trabalho) é uma série do serviço de streaming Disney+. É um spin-off da franquia Monsters, Inc., bem como uma sequência direta de Monsters, Inc. (2001). É a segunda série de animação da Disney baseada em uma propriedade da Pixar depois de Buzz Lightyear do Comando Estelar. A série estreou no serviço de streaming Disney+ em 2020 a 7 de julho de 2021, para celebrar o 20ª aniversario do filme Monstros, Inc.

## Sinopse
Um dia após os eventos de Monsters Inc., Tylor Tuskmon, um jovem monstro entusiasmado que se formou na Universidade Monstros e sempre sonhou em ser um assustador, descobre que assustar não é mais o objetivo da fábrica Monstros S.A e que rir é o objetivo agora.

## Elenco e personagens
- John Goodman como James P. "Sulley" Sullivan: O CEO da Monsters, Inc.
- Billy Crystal como Mike Wazowski: O parceiro e melhor amigo de Sulley.
- John Ratzenberger como Yeti: Um monstro que foi anteriormente exilado no Himalaia.
- John Ratzenberger também dubla Bernard Tuskmon: o pai de Tylor.[1]
- Jennifer Tilly como Celia Mae: A namorada de Mike com um olho de cobra e cabelos de cobra que foi promovida de recepcionista da Monsters, Inc. a supervisora do Piso do Riso.[2]
- Ben Feldman como Tylor Tuskmon: Um mecânico da Equipe de Instalações de Monsters, Inc., que se formou na Universidade Monstros como um assustador, mas tendo aulas de meio período para ser um piadista.
- Kelly Marie Tran como Val Little: A melhor amiga de Tylor.
- Henry Winkler como Fritz: O chefe amigável e desmiolado de Tylor parecido com o Tapir.
- Bob Peterson como Roz: O líder da CDA (Agência de Detecção de Crianças), que anteriormente estava disfarçado como secretário, na Monsters, Inc.
- Bob Peterson também dá voz a Roze: A irmã gêmea de Roz.
- Lucas Neff como Duncan: Um encanador que aproveita qualquer oportunidade que pode aproveitar.
- Alanna Ubach como Katherine "Cutter" Sterns: A oficiosa seguidora de regras semelhante a um caranguejo.
- Stephen Stanton como Smitty e Needleman: Os trabalhadores da Monsters, Inc. que operam o Triturador de porta (Door Shredder, no original). Originalmente dublado no filme pelo falecido Dan Gerson.
- Aisha Tyler como Millie Tuskmon: A mãe de Tylor.

## Produção
Durante uma conferência da The Walt Disney Company em novembro de 2017, o CEO Bob Iger anunciou que uma série ambientada no universo Monsters, Inc. estava em desenvolvimento para o serviço de streaming planejado, Disney+. Mais detalhes sobre a série foram anunciados em abril de 2019, com a série oficialmente programada para estrear em 2020. John Goodman e Billy Crystal foram confirmados para reprisar seus papéis na série ao lado de John Ratzenberger, Jennifer Tilly e Bob Peterson, com o novo elenco, incluindo Ben Feldman, Kelly Marie Tran, Henry Winkler, Lucas Neff, Alanna Ubach, Stephen Stanton e Aisha Tyler. A série é produzida pela Disney Television Animation, com produção de animação fornecida pela Dwarf Animation em França.

## Episódios

### Visão geral
| Temporada | Temporada | Episódios | Episódios | Originalmente lançado | Originalmente lançado | Originalmente lançado |
| Temporada | Temporada | Episódios | Episódios | Estreia da temporada  | Final da temporada    | Emissora              |
| --------- | --------- | --------- | --------- | --------------------- | --------------------- | --------------------- |
|           | 1         | 10        | 10        | 7 de julho de 2021    | 1 de setembro de 2021 | Disney+               |
|           | 2         | 10        | 10        | 5 de abril de 2024    | 4 de maio de 2024     | Disney Channel        |